# Legio XXX Classica
A Legio XXX Classica (conhecida como "Trigésima Legião Marinha" ou também Legio XXX  ) foi uma legião do exército romano, fundada por Caio Júlio César logo após o início da guerra civil em 49 aC. 

## História da legião
A Legião estava estacionada na Península Ibérica desde que foi fundada. As legiões espanholas, com exceção da recém-criada Legio V estavam sob o comando do governador Quintus Cassius Longinus em 48 aC, quando foram enviadas para a Mauritânia para lutar contra o rebelde rei Juba I da Numídia. Quando a Legião II se amotinou, as Legiões XXX, XXI e V vieram em auxílio de seu governador em Córdoba.  Depois que os instigadores foram punidos, a Legio XXX foi transferida para Gibraltar, mas os distúrbios continuaram a se espalhar na província.  Houve uma batalha no rio Guadalquivir e Cássio se retirou com suas legiões para a cidade Ulia (perto de Córdoba), onde finalmente se rendeu com honras. 
A Legio XXX Classica participou na batalha de Thapsus em 46 aC, e possivelmente participou da batalha de Munda, em 45 aC. Sob o comando supremo do governador da província de Hispania ulterior, Gaius Asinius Pollio, a legião participou nas batalhas contra Sexto Pompeu, entre 44/43 aC. Entre 42 e 31 aC, os veteranos da Legio XXX Classica viviam na área ao redor de Benevento e no sul da Itália , bem como na Colônia Iulia Troas (perto de Alexandria Troas, no oeste da Turquia).
Após a Batalha de Ácio (31 aC) e com o fim da guerra civil romana, a Legio XXX Classica foi dissolvida como também foi feito com muitas outras legiões.  

## Literatura
- (em alemão) Emil Ritterling: Legio (XXX). In: Realencyclopädie der classischen Altertumswissenschaft (RE). Vol. XII,2, Stuttgart 1925, Col. 1821.

## Links da web
- Emil Ritterling: Legio XXX Classica (tradução para o inglês)